# Ierland op het Eurovisiesongfestival 1982
Ierland nam deel aan het Eurovisiesongfestival 1982 in Harrogate, Verenigd Koninkrijk.
Het was de 17de deelname van Ierland aan het festival.
De nationale omroep RTE was verantwoordelijk voor de bijdrage van Ierland voor 1982.

## Selectieprocedure
De Ierse Nationale finale werd gehouden op 14 maart 1982 en werd uitgezonden door de RTÉ. Het vond plaats in Dublin en gepresenteerd door Mike Murphy.
Acht acts deden mee in de finale en de winnaar werd gekozen door 11 regionale jury's.

| Volgorde | Artiest         | Lied                              | Punten | Plaats |
| -------- | --------------- | --------------------------------- | ------ | ------ |
| 1        | The Duskeys     | "Here Today Gone Tomorrow"        | 19     | 1      |
| 2        | Iain Freeman    | "Qu'il Passe (Let Him Come Past)" | 14     | 4      |
| 3        | Chips           | "Tissue of Lies"                  | 2      | 8      |
| 4        | Tony Kenny      | "Wherever you go"                 | 8      | 6      |
| 5        | Heads           | "Goodbye to Loneliness"           | 10     | 5      |
| 6        | Deuce of Hearts | "All Over Again"                  | 15     | 3      |
| 7        | Jody McStravick | "Is There Anyone Out There?"      | 17     | 2      |
| 8        | Sheeba          | "Go Raibh Maith Agat"             | 3      | 7      |

## In Dublin
In Dublin moest Ierland aantreden als 17de voor Nederland en na Duitsland.
Op het einde van de puntentelling bleek dat Ierland 11de was geworden met een totaal van 49 punten.
Nederland en België hadden geen punten over voor deze inzending.

### Gekregen punten

#### Finale
| 12 punten                      | 10 punten | 8 punten                      | 7 punten              | 6 punten             |
| ------------------------------ | --------- | ----------------------------- | --------------------- | -------------------- |
|                                |           | - Joegoslavië                 | - Verenigd Koninkrijk | - Zwitserland        |
| 5 punten                       | 4 punten  | 3 punten                      | 2 punten              | 1 punt               |
| - Cyprus - Denemarken - Zweden |           | - Duitsland - Israël - Spanje | - Noorwegen           | - Portugal - Turkije |

### Punten gegeven door Ierland

#### Finale
Punten gegeven in de finale:
| 12 punten | Duitsland           |
| 10 punten | Luxemburg           |
| 8 punten  | Zwitserland         |
| 7 punten  | Verenigd Koninkrijk |
| 6 punten  | Noorwegen           |
| 5 punten  | Oostenrijk          |
| 4 punten  | België              |
| 3 punten  | Zweden              |
| 2 punten  | Portugal            |
| 1 punt    | Denemarken          |

1965 · 1966 · 1967 · 1968 · 1969 · 1970 · 1971 · 1972 · 1973 · 1974 · 1975 · 1976 · 1977 · 1978 · 1979 · 1980 · 1981 · 1982 · 1983 · 1984 · 1985 · 1986 · 1987 · 1988 · 1989 · 1990 · 1991 · 1992 · 1993 · 1994 · 1995 · 1996 · 1997 · 1998 · 1999 · 2000 · 2001 · 2002 · 2003 · 2004 · 2005 · 2006 · 2007 · 2008 · 2009 · 2010 · 2011 · 2012 · 2013 · 2014 · 2015 · 2016 · 2017 · 2018 · 2019 · 2020 · 2021 · 2022 · 2023 · 2024 · 2025